# 西麻布
西麻布（日语：／ Nishi-azabu */?）是東京都港區的町名。郵遞區號是106-0031。

## 地理
位於麻布地區西端、澀谷區（廣尾）區界。
六本木通與外苑西通（東京都道418號北品川四谷線）的西麻布交差點，有時也因舊地名麻布霞町而稱作霞町交差點。

## 歷史
江戶時代是農地、雜木林、町屋、下屋敷遍布的閑靜地區。明治至大正時代，本地與元麻布、南麻布逐漸形成住宅區，由舊麻布區中的麻布市兵衛町一丁目（現六本木一丁目）、麻布今井町（現六本木二丁目）、麻布三河台町西側（現六本木四丁目）、麻布六本木町東南側（現六本木五丁目）、麻布鳥居坂町（現六本木五丁目）、麻布東鳥居坂町（現六本木五丁目）、麻布永坂町（現六本木五丁目、麻布永坂町）組成，位於高地的麻布笄町（現西麻布四丁目）成為著名的高級住宅區。
太平洋戰爭戰敗後，1960年代起，與逐漸變成國際娛樂中心的六本木相比，本地仍保持閒靜的住宅區樣貌。但隨著東京奧運與首都高速3號澀谷線的建設工程，六本木通沿線逐漸出現辦公大樓與公寓。之後私宅逐漸被大樓與公寓取代，1980年代後半的泡沫經濟時代奠立今日西麻布的樣貌。
1990年（平成2年）、西麻布四丁目外苑西通沿線的大型迪斯可舞廳，西麻布二丁目的咖啡酒吧，讓年輕人在此流連忘返。人氣電台J-WAVE在西麻布開台，提供最新的流行訊息與當地的實況轉播。1996年（平成8年），「西麻布イエロー」等當地夜總會吸引許多人前往。泡沫經濟時代末期的1991年（平成3年），知名義大利餐廳「キャンティ」與高級燒肉店「敘敘苑遊玄亭」陸續入駐西麻布。

### 地名由來
因位於麻部地區西部而得名。

### 沿革
- 1967年（昭和42年）
  - 1月1日 - 西麻實施住居表示

## 交通
巴士
- 都營巴士都01 西麻布
- 都營巴士深夜01 西麻布
- 都營巴士澀88 西麻布
- 都營巴士黑77 西麻布
- 都營巴士品97 西麻布

道路
- 東京都道412號霞關澀谷線
- 東京都道413號赤坂杉並線
- 東京都道418號北品川四谷線（外苑西通、環狀4號線）

首都高速道路出入口
- 首都高速3號澀谷線
- 高樹町出入口

## 設施
學校
- 港區立笄小學校
- 港區立高陵中學校

公園
- 笄公園

企業
- 富士軟片本社

寺院
- 長谷寺

駐日大使館
- 葉門駐日大使館
- 烏克蘭駐日大使館（烏克蘭語：Посольство України в Японії）
- 烏拉圭駐日大使館
- 厄瓜多駐日大使館
- 薩爾瓦多駐日大使館
- 迦納駐日大使館
- 希臘駐日大使館
- 瓜地馬拉駐日大使館
- 哥斯大黎加駐日大使館
- 多明尼加駐日大使館
- 尼加拉瓜駐日大使館
- 海地駐日大使館
- 巴拿馬駐日大使館
- 委內瑞拉駐日大使館
- 貝里斯駐日大使館
- 玻利維亞駐日大使館
- 宏都拉斯駐日大使館
- 寮國駐日大使館
- 羅馬尼亞駐日大使館

## 備註
1. ↑  港区公式ホームページ／2013年7月（町丁目別人口・世帯数（麻布地区総合支所管内））